# Пермэнерго
Пермэнерго – производственное объединение энергетики и электрификации (в 1942 – 2005 годах), осуществлявшее генерацию, распределение и сбыт электроэнергии на территории Пермской (до 1957 – Молотовской) области. С 2005 года – распределительная сетевая компания, осуществляющая передачу электроэнергии по электрическим сетям напряжением 0,4 – 110 кВ и технологическое присоединение потребителей к электросетям на территории Пермского края. 
С 2008 года является филиалом ОАО «МРСК Урала».
Полное наименование – филиал открытого акционерного общества «Межрегиональная распределительная сетевая компания Урала» «Пермэнерго».

## История
Предприятие «Пермэнерго» образовано 15 июля 1942 года в соответствии с приказом народного комиссара электростанций СССР Дмитрия Жимерина о разделении Уральской энергосистемы Главвостокэнерго на три самостоятельные энергосистемы: Молотовскую (Пермскую), Свердловскую и Челябинскую.
С началом войны из более 1500 промышленных объектов, перемещенных с запада Советского Союза на восток. В Пермской области были размещены 124 предприятия. 
Перед «Пермэнерго» встала задача в самые короткие сроки дать эвакуированным предприятиям электроэнергию от действующих подстанций, использовать все резервы, чтобы включить в работу их оборудование. И энергетики справились с этой задачей: к концу войны мощность электростанций и, соответственно, выработка электрической и тепловой энергии возросли в 1,5 раза, протяженность высоковольтных линий 110-35 киловольт увеличилась на 150 км, а трансформаторная мощность электрических подстанций удвоилась, достигнув величины в 252 мегавольт-ампер.
Опыт, накопленный в годы войны, позволил ускоренными темпами развивать Пермскую энергосистему в послевоенные годы. Менее чем за два десятилетия в Пермской области было построено 10 электростанций.
В 1947 году была введена в строй Березниковская ТЭЦ-2. В 1948 году дала ток Широковская ГЭС – первенец гидроэнергетического строительства на Урале. 1954 год ознаменовался вводом в строй Камской ГЭС. Уже в начале 1960-х в эксплуатацию вступила Воткинская ГЭС, состоялся пуск первого блока Яйвинской ГРЭС. И в последующие годы энергетический потенциал региона продолжал наращиваться. В 1986 году начала вырабатывать энергию Пермская ГРЭС в Добрянке.
Рост энергетических мощностей сопровождался активным строительством электросетевых объектов – подстанций и линий электропередачи.
К началу 1970-х годов Пермская область была полностью электрифицирована.
В 1992 году было образовано акционерное общество «Пермэнерго», куда вошли 13 тепловых и 1 гидравлическая электростанция, 9 предприятий электрических и тепловых сетей. 
В 2005 году в результате реформы российской электроэнергетики единое предприятие «Пермэнерго» было разделено по видам бизнеса на несколько компаний. Бренд «Пермэнерго» остался за электросетевой компанией. 
С 30 апреля 2008 года «Пермэнерго» работает в статусе филиала ОАО «Межрегиональная распределительная сетевая компания (МРСК) Урала» – «Пермэнерго».

## Структура
В состав «Пермэнерго» входят 8 производственных отделений:
| Производственное отделение            | Территория обслуживания                                                                        |
| ------------------------------------- | ---------------------------------------------------------------------------------------------- |
| Березниковские электрические сети     | Усольский, Красновишерский, Соликамский, Чердынский, Кизеловский районы и г. Березники         |
| Кунгурские электрические сети         | Кунгурский, Березовский, Кишертский, Ординский, Уинский, Суксунский районы                     |
| Очерские электрические сети           | Очерский, Оханский, Большесосновский, Верещагинский, Частинский, Сивинский, Карагайский районы |
| Пермские городские электрические сети | г. Пермь                                                                                       |
| Северные электрические сети           | Гайнский, Косинский, Юрлинский, Юсьвинский, Кудымкарский, Кочевский районы                     |
| Центральные электрические сети        | Пермский, Краснокамский, Добрянский, Ильинский, Нытвенский районы                              |
| Чайковские электрические сети         | Чайковский, Чернушинский, Куединский, Октябрьский, Бардымский, Еловский, Осинский районы       |
| Чусовские электрические сети          | Чусовской, Лысьвенский, Гремячинский, Горнозаводский, Губахинский, Кизеловский районы          |

## Руководство
Директор филиала — Костецкий Вячеслав Юрьевич.

## Прежние руководители[3]
1942 – 1943 – Солнцев Константин Владимирович
1943 – 1959 – Остинский Алексей Петрович
1959 – 1971 – Потехин Борис Николаевич
1971 – 1980 – Адзерихо Яков Васильевич
1980 – 1994 – Буланов Валентин Федорович
1994 – 1995 – Коротков Геннадий Михайлович
1995 – 2001 – Лапин Юрий Владимирович
2001 – 2005 – Киташев Андрей Владимирович
2005 – 2017 – Жданов Олег Михайлович
2017 - 2019 - Локтин Вадим Анатольевич
2019 - 2022 - Илларионов Эдуард Иванович

## Деятельность
Выручка «Пермэнерго» в 2016 году составила 18,06 млрд рублей.